# Downing Street Declaration
Pour les articles homonymes, voir Joint Declaration.
La Downing Street Declaration (français : Déclaration de Downing Street, du nom de la résidence du Premier ministre du Royaume-Uni) ou Anglo-Irish Declaration, officiellement Joint Declaration, est une déclaration conjointe du Premier ministre du Royaume-Uni John Major et du Taoiseach d'Irlande Albert Reynolds le 15 décembre 1993 dans le cadre du processus de paix du conflit nord-irlandais. Le document reconnaît le droit à l'auto-détermination des Irlandais, c'est-à-dire l'unification de l'Irlande, auquel la Grande-Bretagne ne s'opposera pas si l'idée convainc une majorité des nord-irlandais. L'esprit de la déclaration se rapproche des travaux communs de John Hume et Gerry Adams. 